# Thomas Brodie-Sangster
Thomas Brodie-Sangster, född 16 maj 1990 i södra London i England, är en engelsk skådespelare och musiker. Brodie-Sangster är känd för sin medverkan i filmerna Love Actually, som Simon i Nanny McPhee, som Jojen Reed i TV-serien Game of Thrones, som Paul McCartney i filmen Nowhere Boy och som Newt i The Maze Runner.

## Biografi och skådespelarkarriär
Thomas Brodie-Sangster föddes i London. Hans föräldrar är också skådespelare. Han är släkt med Hugh Grant, hans mormorsmor och Grants mormor var systrar. Han hade dock aldrig träffat Grant innan de spelade tillsammans i filmen Love Actually.
När Brodie-Sangster var 11 år fick han sin första roll som den föräldralöse Henry i BBC produktionen Station Jim. Han sökte även rollen som Ron Weasley i Harry Potter. Han fick sitt internationella genombrott 2003 i den romantiska komedin Love Actually, där han spelade den moderlöse pojken Sam och till motspelare hade han Liam Neeson som sin styvfar. Regissören till filmen, Richard Curtis, hyllade Thomas Brodie-Sangster för hans insats.
Två år efter Love Actually kom Nanny McPhee, med filmmanus av skådespelerskan Emma Thompson och baserad på boken "Nurse Matilda" av Christianna Brand. Brodie-Sangster spelar här pojken Simon Brown, äldst i en syskonskara av sju moderlösa barn som gör allt för att få varje barnflicka på fall och göra det omöjligt för fadern att gifta om sig. Efter Nanny McPhee har Brodie-Sangster medverkat i ytterligare tre långfilmer och flera TV-produktioner varav en är The Feather Boy (Fri som fågeln) som baserats på en roman av Nicky Singer. I filmatiseringen från 2006 av det medeltida sagodramat Tristan och Isolde gestaltar Brodie-Sangster den unge Tristan.
Han spelade Adolf Hitler som tioåring i TV-serien Hitler - Ondskans natur (Hitler – The Rise of Evil) med Robert Carlyle i huvudrollen och Peter Stormare som SA-chefen Ernst Röhm. Han gjorde rollen Thomas von Gall i den multieuropeiska TV-produktionen Entrusted, baserad på boken Daddy av Loup Durand om en brådmogen och superintelligent pojkes flykt i Frankrike undan Gestapo 1942. För denna roll erhöll han pris som bäste skådespelare vid Monte Carlo filmfestival 2003.
I den amerikanska TV-filmen Miracle of the Cards, som bygger på en verklig historia. spelar han pojken Craig Shergold, som drabbas av en hjärntumör, får 350 miljoner krya-på-dig-kort och tillfrisknar. I en annan stark TV-film, Bobbie’s Girl, spelar Brodie-Sangster en pojke som plötsligt blir föräldralös efter en olycka. Han tas om hand av sin lesbiska faster, som har bröstcancer, och hennes partner.
I det episka dramat The Last Legion, gestaltar Thomas Brodie-Sangster den unge kejsar Romulus Augustus som i ett sönderfallande romerskt imperium år 476 e.kr. ger sig iväg på en livsfarlig resa till Britannien för att uppbringa de sista trogna legosoldaterna, som är lojala till Rom. Som medspelare har han Sir Ben Kingsley,  bollywoodskådespelerskan Aishwarya Rai och Colin Firth. I The Fence, som är baserad på verkliga händelser, gestaltar Brodie-Sangster den unge Herman Rosenblatt, som undkom Förintelsen genom sin tro och sin kärlek till en ung flicka. I den brittiska science-fictionserien Doctor Who gjorde han ett gästspel 2007. Brodie-Sangster spelar gitarr, men var tvungen att lära sig spela vänsterhänt för att kunna gestalta Paul McCartney i filmen Nowhere Boy.
Han har startat ett eget filmbolag, tillsammans med sin mor, kallat "Brodie Films".

## Filmografi (i urval)
| Film                | År   | Roll                         |
| ------------------- | ---- | ---------------------------- |
| Love Actually       | 2003 | Sam                          |
| Nanny McPhee        | 2005 | Simon Brown                  |
| Tristan och Isolde  | 2006 | Unge Tristan                 |
| The Last Legion     | 2007 | Unge Kejsar Romulus Augustus |
| The Fence           | 2008 | Unge Herman Rosenblatt       |
| Bright Star         | 2009 | Samuel Brawne                |
| Nowhere Boy         | 2010 | Paul McCartney               |
| The Baytown Outlaws | 2012 | Rob                          |
| The Maze Runner     | 2014 | Newt                         |
| The Scorch Trials   | 2015 | Newt                         |
| The Death Cure      | 2018 | Newt                         |
| Phantom Halo        | 2015 | Samuel                       |

| TV-film eller TV-serie                                                                      | År        | Roll                      |
| ------------------------------------------------------------------------------------------- | --------- | ------------------------- |
| The Miracle of the Cards                                                                    | 2001      | Craig Shergold            |
| Station Jim                                                                                 | 2001      | Henry                     |
| Stig of the Dump (Gåtan i stenbrottet): Man of the match                                    | 2002      | Barney                    |
| Bobbie's Girl                                                                               | 2002      | Alan Langham              |
| London's Burning                                                                            | 2002      | Stephen                   |
| Hitler the Rise of Evil (Hitler - Ondskans natur)                                           | 2003      | Unge Adolf Hitler (10 år) |
| Entrusted                                                                                   | 2003      | Thomas von Gall           |
| Ultimate force: What in the name of God                                                     | 2003      | Gabriel                   |
| Feather Boy (Fri som fågeln) Avsnitt 1.4-1.6                                                | 2004      | Robert Nobel              |
| Julian Fellowes Investigates: A Most Mysterious Murder - The Case of the Croydon Poisonings | 2005      | John Duff                 |
| Doctor Who: The Family of Blood och Human Nature                                            | 2007      | Tim Latimer               |
| Phineas & Ferb (tecknad serie)                                                              | 2007      | Ferb (röst)               |
| Game of Thrones                                                                             | 2013–2014 | Jojen Reed                |
| Godless                                                                                     | 2017      | Whitey Winn               |
| The Queen’s Gambit                                                                          | 2020      | Benny Watts               |

### Fotnoter
1. ↑  Baz Bamigboye (13 februari 2009). ”When it comes to the young Beatles, all you need is Thomas”. Daily Mail. http://www.dailymail.co.uk/tvshowbiz/article-1144124/BAZ-BAMIGBOYE-Wouldnt-luvverly-Keira-Knightley-line-play-Eliza-Doolittle-new-film.html. Läst 19 november 2010.